# Ronny Hodel
Ronny Hodel (Horw, 27 ottobre 1982) è un ex calciatore svizzero, di ruolo difensore.

## Palmarès

### Club

#### Competizioni nazionali
- Campionato svizzero: 1

Basilea: 2007-2008
- Coppa Svizzera: 1

Basilea: 2007-2008